# 松岡千代
松岡 千代（まつおか ちよ、1891年 - 1906年1月26日）は、数え年16歳で服毒自殺した女学校の生徒。同級生宛に残した遺書の内容が新聞紙上に掲載されるなど社会的な注目を集め、1903年に遺書「巌頭之感」を残して投身自殺した藤村操になぞらえて、「女の藤村操」などと称された。

## 自殺
松岡は自殺した時点で数え年16歳、山陽女学校（後の山陽学園中学校・高等学校の前身）2年生であった。
彼女は幼くして父母と死別しており、女学校の友人たちには、12歳の頃から現世に閉塞感を覚えていたと語り、「早く死んで廣い樂な世界へ行きたい」と話していたという。
1906年1月26日、松岡は女学校の寄宿舎で亜砒酸による服毒自殺を遂げた。
親しい同級生であった松原靜枝に宛てられた遺書が残されており、その内容の抜粋は新聞に掲載され、大きな社会的反響を呼んだ。彼女の死は、人生に煩悶してのことと受け止められた。『読売新聞』は、遺書とは別に残された文章「惱める少女」の抜粋を掲載した際に「其年齢と學級とに比較して大に文才の見るべきものあり實に惜しむべきの極みにこそ」と松岡の文才を評した。
松岡の自殺は、3年前の藤村操が大きく影響したものであり、模倣者が40人ほどいた「哲学自殺」の一例とされるが、当人は遺書で「我をして徒らに藤村操を學ぶものとなす勿れ」と述べており、自らの死を藤村らと同一視されることは望んでいなかった。

### 遺書
『読売新聞』紙上に紹介された遺書の抜粋は以下の通り。
| 我最愛の姉君よ........君よ我をあはれむとまでハ行かずともせめて自ら世をすてたる我罪を憎み給ひぞよ、さらバ／＼再び我ハ君と結ぶべからず、幽明遠く隔て永久に見えざるべし、されど妾が君の妹たるべき事のみハ、永久にゆるしてよ、大なる悲觀ハ大なる樂觀に一致すと、實に然り、我ハ今決せんとするに及びて胸中何等の不安あることなし、最早この期に及びてハ、何事も云ふまじ、（中畧）汚れし世の塵ハ只一つも我心にとヾまることなし、たヾなつかしき姉君あることをのみ忘れざらん、さらバ永久にさめざる眠につかん、十月以來の本懷はじめてこ〻に達す、あ〻何等の愉快ぞ........痛絶........快絶（中畧）死ハ塵の世を遁るべき、只一すぢの道なるを、好機ありぬ今旣に我ハ決せり姉君よ、九十九年の條約を、破りし罪はゆるしてよ、（此書のうち入用のものあらバ君に參らせん）昨日ハ何を渡したるかそれすら覺えず、我をして徒らに藤村操を學ぶものとなす勿れ（下畧） 巖頭に立てる狂暴極まる生存不適當者より なつかしき姉上 靜枝子の君御許に |

## 影響
松岡の自殺を受け、山陽女学校長であった豊田恒男は松岡を除籍処分とし、生徒たちに哲学書などの読書を禁止した。
さらに、文部大臣であった牧野伸顕も、青年たちが「哲学めきたる事に心を傾け」ることを牽制する訓示演説をおこなった。